# Cabot (Vermont)
Cabot és una població dels Estats Units a l'estat de Vermont. Segons el cens del 2000 tenia 1.213 habitants.

## Demografia
Segons el cens del 2000, Cabot tenia 1.213 habitants, 452 habitatges, i 319 famílies. La densitat de població era de 12,6 habitants per km².
Dels 452 habitatges en un 36,5% hi vivien nens de menys de 18 anys, en un 57,1% hi vivien parelles casades, en un 8,8% dones solteres, i en un 29,4% no eren unitats familiars. En el 21,7% dels habitatges hi vivien persones soles el 6,4% de les quals corresponia a persones de 65 anys o més que vivien soles. El nombre mitjà de persones vivint en cada habitatge era de 2,68 i el nombre mitjà de persones que vivien en cada família era de 3,11.
Per edats la població es repartia de la següent manera: un 28,4% tenia menys de 18 anys, un 7,8% entre 18 i 24, un 27,4% entre 25 i 44, un 26,5% de 45 a 60 i un 10% 65 anys o més.
L'edat mediana era de 38 anys. Per cada 100 dones de 18 o més anys hi havia 98,9 homes.
La renda mediana per habitatge era de 43.092 $ i la renda mediana per família de 49.205 $. Els homes tenien una renda mediana de 31.544 $ mentre que les dones 25.000 $. La renda per capita de la població era de 18.585 $. Entorn del 4,4% de les famílies i el 7,5% de la població estaven per davall del llindar de pobresa.